# Związek Lewicy Patriotycznej
Związek Lewicy Patriotycznej – ugrupowanie polityczne II Rzeczypospolitej.
Ugrupowanie powstało 2 października 1937 roku wskutek rozłamu w Legionie Młodych. Kierownictwo nowej partii objął Władysław Bociański. Ważną postacią przy jej zakładaniu był też Janusz Jędrzejewicz.
Ugrupowanie, jak wskazywała sama nazwa, łączyło hasła budowy silnego państwa z reformami socjalnymi. Partia odwoływała się także do myśli politycznej Józefa Piłsudskiego zajmowała zdecydowanie antykomunistyczne stanowisko, sprzeciwiała się również nacjonalizmowi. Związek blisko współpracował z Klubami Demokratycznymi.